# Bể than Sông Hồng
Bể than đồng Bằng Sông Hồng là một bể than có trữ lượng lớn nằm ở bắc Việt Nam thuộc đồng bằng sông Hồng, ước tính khoảng 210 tỉ tấn than. 90% trữ lượng than tập trung ở tỉnh Thái Bình. Theo các điều kiện kiến tạo và tự nhiên, toàn bộ bể than được chia thành 8 vỉa trong đó 3 ở Hưng Yên, 4 ở Thái Bình, và 1 ở Nam Định. Theo tính toán của nhà chức trách Việt Nam, bể than sông Hồng có trữ lượng khoảng 42 tỷ tấn, nếu đưa vào khai thác công nghiệp còn có thể khai thác thêm vài trăm năm nữa (tính từ 2016).
Bể than Sông Hồng có thành phần than chủ yếu là bán bitum (than mỡ) và các than có năng lượng thấp như than nâu (lignit) và than bùn. Than mỡ có năng lượng khoảng 6000–6200 kcal/kg, và có hàm lượng lưu huỳnh thấp (0,6% S), thích hợp cho phát điện và luyện kim. Bể than sông Hồng trải rộng trên diện tích 3500 km2 (MTM, 2008). Độ sâu các vỉa than để khai thác được phân nửa trữ lượng bằng phương pháp lộ thiên, phần còn lại bằng phương pháp hầm lò, với độ sâu 300–1000 m. Khai thác ở độ sâu lớn với địa tầng đá phủ yếu của vỉa có thể gây ra các vấn đề nguy hiểm cho vùng này.

## Thử nghiệm khai thác
Việc khai thác ở độ sâu lớn có khả năng gây ra những vấn đề môi trường nghiêm trọng như sụt lún bề mặt đất. Tậo đoàn Than-Khoáng sản Việt Nam đang thử nghiệm khai thác ở 3 mỏ tại Hưng Yên và 1 mỏ tại Thái Bình, nếu có những vấn đề về sụt lún dự án sẽ ngưng lại. Các dự án thí điểm này dùng công công nghệ khai thác hầm lò phần nông (mức -450/-600 m), phần sâu (-600/-1.200 m) và khí hóa than ngầm nông (mức ---9=\']-[300/-450m) và sâu (-450/-900 m). Tổng chi phí thử nghiệm khoảng 6,5 triệu USD. Trong đó hai đối tác nước ngoài là Úc và Nhật Bản chịu 40%, TKV chịu 60%.
Thành tạo than của đồng bằng Sông Hồng nằm trong các trầm tích Neogen, phía bên trên là các trầm tích Đệ Tứ mềm xống.